# Anauxesida longicornis
Anauxesida longicornis är en skalbaggsart som först beskrevs av Johan Christian Fabricius 1781.
Anauxesida longicornis ingår i släktet Anauxesida och familjen långhorningar. Artens utbredningsområde är Sierra Leone. Inga underarter finns listade i Catalogue of Life.